# 1609
1609 је била проста година.

## Догађаји
- Српски устанак (1609.) против османске окупације.

### Јул
- 10. јул — Католичка лига савез католичких држава у Светом римском царству, формиран 1608. На челу савеза налазио се кнез Максимилијан Баварски, противник Хабсбурговаца, који се противио јачању централне царске власти у Немачкој.

## Рођења

### Март
- 22. март —Јан II Казимир, пољски краљ